# Saint-Paul (illa de la Reunió)
Saint-Paul és un municipi francès, a l'illa de la Reunió. L'any 2007 tenia una població estimada de 101.5023 habitants. Limita amb els municipis de Cilaos, Port, la Possession i Trois-Bassins.
| 1961   | 1967   | 1974   | 1981   | 1990   | 1999   |
| ------ | ------ | ------ | ------ | ------ | ------ |
| 35 528 | 43 129 | 52 554 | 58 412 | 71 669 | 87 712 |

| Període      | Identitat        | Partit        |
| ------------ | ---------------- | ------------- |
| 1977-1987    | Paul Bénard      | RPR           |
| 1987-1994    | Cassam Moussa    | Divers droite |
| 1994-1999    | Joseph Sinimallé | Divers droite |
| 1999-2008    | Alain Bénard     | UMP           |
| Des del 2008 | Huguette Bello   | PCR           |